# پیپکوالین
پیپکوالین (انگلیسی: Pipequaline) یک داروی ضد اضطراب است که هرگز به بازار عرضه نشد. این دارای ساختار شیمیایی جدیدی است که ارتباط نزدیکی با داروهای دیگر از این نوع ندارد.  این دارو مشخصات دارویی مشابهی با خانواده داروهای بنزودیازپین دارد، اما دارای خواص عمدتاً ضد اضطراب و اثرات آرام بخش، خواب آور یا ضد تشنج بسیار کمی است، و بنابراین به عنوان یک ضداضطراب غیر بنزودیازپین طبقه بندی می‌شود.